# ديك إغان
ديك إغان (بالإنجليزية: Dick Egan)‏ هو لاعب كرة قاعدة أمريكي، ولد في 24 مارس 1937 في بيركيلي في الولايات المتحدة.

## وصلات خارجية
- ديك إغان على موقعبيزبول رفرنس.كوم (الدوري الرئيسي) (الإنجليزية)
- ديك إغان على موقعبيزبول رفرنس.كوم (الدوري الثانوي) (الإنجليزية)